# Barack Obamas familj

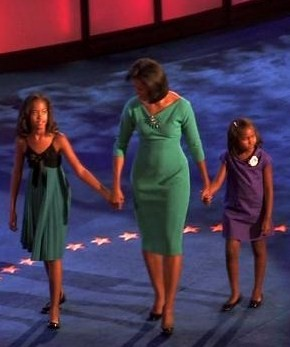
Malia, Michelle och Sasha på scenen vid Demokraternas konvent 2008.

Barack Obamas familj är en multikulturell familj med afroamerikanskt, engelskt, indonesiskt och kenyansk (Luo) härkomst som är känd genom att Barack Obama mellan 2009 och 2017 var USA:s president. Obamafamiljen var den första med afroamerikanskt ursprung i USA och den yngsta i Vita huset sedan Kennedyfamiljen.

## Närmaste familj
Michelle Obama
Michelle Obama, född Robinson, är hustru till Barack Obama och född den 17 januari 1964 i Chicago, Illinois. Hon är advokat och var vicepresident för University of Chicago Hospital. Hon var USA:s första dam.
Malia Obama och Sasha Obama
Barack och Michelle Obama har två döttrar, Malia Ann, född 4 juli 1998, och Natasha (känd som Sasha), född 10 juni 2001. Sasha är den yngsta personen bosatt i Vita huset sedan John F. Kennedy Jr. anlände dit som spädbarn år 1961.
Före installationsdagen publicerade Obama ett öppet brev till sina döttrar i tidningen Parade där han beskrev vad han vill för dem och alla barn i USA: "att ni får växa upp i en värld där de inte finns några begränsningar för era drömmar och inga prestationer som ni aldrig kommer att kunna genomföra, och växa upp som barmhärtiga, engagerade kvinnor som kommer att hjälpa till att bygga upp den världen."
Medan de bodde i Chicago hade de ett hektiskt schema som Associated Press skrev: "fotboll, dans och scenskola för Malia, gymnastik och steppdans för Sasha och piano och tennis för båda." Den 4 juli 2008, på Malias 10-årsdag, gav familjen en intervju i TV-programmet Access Hollywood; Obama sade senare att han ångrade att barnen var med.
Malia och Sasha gick på privatskolan Sidwell Friends School i Washington, D.C., samma skola som Chelsea Clinton, Tricia Nixon Cox och Archibald Roosevelt samt barnbarnen till den tidigare vicepresidenten Joe Biden har gått på. Obamaflickorna började där den 5 januari 2009. I Chicago gick båda på privatskolan University of Chicago Laboratory School.
Michelle Obamas mor, Marian Robinson, (född Marian Shields i juli 1937), nu änka, gifte sig med Michelles far Fraser Robinson år 1960. Robinson var tidigare sekreterare hos katalogen Spiegel och en bank. När Michelle och Barack Obama kandiderade år 2008, skötte Robinson om barnen och hon ämnar att göra samma sak under tiden i Washington, DC. I januari 2009 rapporterades det att Robinson skulle officiellt flytta in i Vita huset som en del av familjen; hon kommer att bli den första inneboende mormodern där sedan Elvira "Minnie " Doud under regeringen Eisenhower. Vissa lokal TV-stationer har namngett henne som "First Granny".

## Släkten på Barack Obamas mors sida
Enligt Barack Obamas Dreams from My Father var hans gammelmormor Leona McCurry delvis indian, vilket Obama trodde Leona tyckte var ett "ursprung av väsentlig skam" och blev "blek varje gång någon nämnde ämnet och hoppades bära med sig den hemligheten till sin grav"; då däremot McCurrys döttrar (Obamas mormor) "kunde vända sitt huvud i profil för att visa hennes näbbformade näsa, som med ett par kolsvarta ögon var som ett bevis på hennes släkte till cherokeser." Till idag finns inga konkreta bevis för släktbandet till cherokeserna. Obamas mors arv består mestadels av engelsk härkomst och mindre delar av tyska, irländska, skotska, walesiska, schweiziska och franska anor.
Ann Dunham
Mor till Barack Obama, född 1942, död 1995. Född Stanley Ann Dunham. Antropolog på Hawaii och i Indonesien.
Madelyn Lee Payne Dunham
Mormor till Barack Obama, född 1922 och död 2 november 2008. Hon var verkställande bankdirektör på Hawaii. Obama sade att när han var barn läste hans mormor "meningar från USA:s självständighetsförklaring och berättade om alla män och kvinnor som hade marscherat för jämlikhet på grund av att de trodde att de meningar som hade ner på papper för över tvåhundra år sedan skulle betyda någonting."
Stanley Armour Dunham
Morfar till Barack Obama, född 1918, död 1992. Deltog i andra världskriget, möbelförsäljare på Hawaii.
Charles T. Payne
Morbror till Barack Obama, född 1925. Deltog i andra världskriget i 89:e infanteridivisionen. Obama har ofta beskrivit Paynes roll i befriandet av koncentrationslägret Buchenwald. Det var mindre mediauppmärksamhet under Obamas valkampanj då han av misstag hade förväxlat lägret med Auschwitz. Payne syntes som besöksåhörare vid Demokraternas konvent i Denver, Colorado, då hans systerson nominerades som president. Han var biträdande bibliotekschef för University of Chicago's Library.
Maya Soetoro-Ng
Halvsyster till Barack Obama, född 15 augusti 1970 i Jakarta, Indonesien. Hon gifte sig med Konrad Ng och med honom har hon dottern Suhaila. Maya Soetoro-Ng är lärare på Hawaii.
Konrad Ng
Svåger till Barack Obama, född 1974. En kanadensare vars föräldrar var immigranter av malaysisk och kinesiskt ursprung; han är högskolelektor vid University of Hawaiis Academy of Creative Media. Hans föräldrar är från byarna Kudat och Sandakan i delstaten Sabah i Malaysia och han föddes och växte upp i Burlington, Ontario. Han gifte sig med Maya Soetoro-Ng i slutet av 2003 på Hawaii. De har en dotter vid namn Suhaila.
Lolo Soetoro
Styvfar till Barack Obama, född i Indonesien, död 1987.

## Släkten på Barack Obamas fars sida
Barack Obama, Sr.
Barack Obamas far (1934-1982). Född, och under större delen av sitt liv bosatt, i Kenya. Han studerade i USA och var en period gift med Ann Dunham.
Hussein Onyango Obama
Barack Obamas farfar (1895-1979). Bosatt i Kenya.
Habiba Akumu Obama
Barack Obamas farmor (1918-2006).  Bosatt i Kenya och Tanzania.
Malik Obama
Barack Obamas halvbror (f 1958). Bor i Kenya.
Auma Obama
Barack Obamas halvsyster (f 1960). Bor i Kenya men har studerat i Tyskland.
Mark Okoth Obama Ndesandjo
Barack Obamas halvbror. Bor i Kina men har studerat i USA.
George Hussein Onyango Obama
Barack Obamas halvbror (f 1982). Bor i Kenya.